# خبيزة (حيفا)

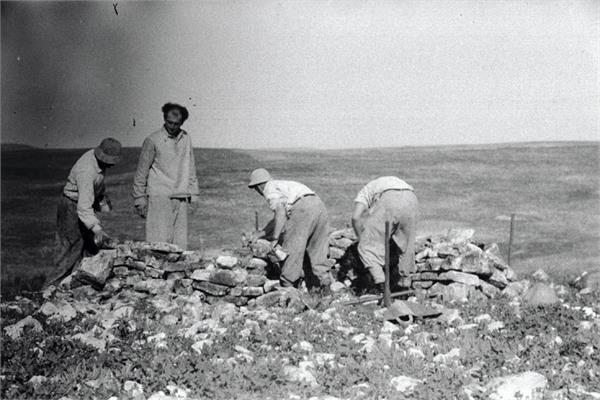
ابن اسحق - نخبة جماعة الهجريين في أراضي حبيزة

خبيزة (حيفا) إحدى قرى فلسطين الواقعة في منطقة الروحة شمالي فلسطين، هُجرت القرية بعد حرب 1948. على يد جماعة الإتسل الصهيونية.

## القرية

### الموقع
تبعد خبيزة عن مدينة حيفا، التي كانت جزءًا من قضائها الانتدابي، مسافة 29 كم (خط هوائي) باتجاه الجنوب الشرقي لحيفا، وترتفع 175 م عن سطح البحر، وعلى مسافة 15 كم من مدينة أم الفحم، وعلى بعد 7 كم من قرية كفر قرع. تحدها من الغرب قرية أم الشوف والسنديانة، ومن الشرق قرية البطيمات والكفرين، ومن الجنوب قرية قنير وكفرقرع وعارة، ومن الشمال قرية دالية الروحاء، ومن الشمال الغربي قرية صبارين. بلغت مساحة أراضيها 4854 دونماً.

### التسمية
سميت بهذا الاسم نسبة إلى نبتة الخبيزة التي تنمو بكثرة في أراضيها وهي بقلة معروفة عريضة الورق، تطبخ كخضراوات، والبعض يتداوى بها. والطبخة هذه من الأكلات الشعبية في الريف الفلسطيني، وغنية بالحديد والبروتين وسهلة الهضم. في عهد الانتداب كان اسم القرية الرسمي «الخبيزة»، ولكن الناس حذفوا أل التعريف اختصارًا.

### السكان
قدر عدد سكانها عام 1922 حوالي 140 نسمة، وفي عام 1931 بلغ 209 نسمة يعيشون في 42 منزلا، وفي عام 1945 حوالي 290 نسمة، وفي عام 1948 بلغ عدد السكّان 336 نسمة بالتقريب ومن بين العائلات التي سكنت خبيزة:
- سليط: يعود أصلهم لقرية تل الصافي في منطقة الخليل. رحلوا عنها فاستقر قسم منهم في قرية الظاهرية، وقسم آخر رحل إلى خبيزة وأم الشوف وطيطبا والكساير والبويرة. وهم يشكلون غالبية السكان في خبيزة.
- البيقاوي: وفق النسّابة سعيد الجانم، وهو من المعمرين من السنديانة، يقول إن الشريف محمد بن زين الحريري الزاهد كان من سكان قرية باقة الشرقية، وأن من نسله هاجر فريق إلى منطقة المراح ومنها رحل قسم منهم إلى السنديانة حيث يعرفون هناك بالبواقنة، وقسم آخر إلى خبيزة حيث يعرفون هناك بالبيقاوي، كما ذكر أن الشيخ خلف صاحب المقام المعروف في قرية عرعرة هو ابن الشريف المذكور أعلاه.[4]

ويتوزع اللاجئون الفلسطينيون الذين هجروا من قرية خبيزة على أماكن عدة في الوطن والشتات: مدينة أم الفحم، مدينة جنين، مخيم جنين، مخيم نور شمس (طولكرم)، سورية، الأردن، ألمانيا وغيرها.

## تاريخ

### القرية في ثورة 1936
لم يكن للقرية فصيل محلي، بل اقتصر دور الأهالي على تموين واستضافة الثوار التابعين لفصائل يوسف الحمدان وعلي الفارس محاميد وصبري الحمد عصفور، وكان جميعهم يتبعون لقائد المنطقة سويف يوسف سعيد أبو درة. ومن أبناء القرية كان محمد القصير.

### آثار في القرية
تعتبر القرية ذات موقع أثري يحتوي على آثار بقايا قديمة ويوجد في شمالها خربة الكلبة أو الكلبيّ وتنسب إلى أحد أبناء قبيلة كلب العربية التي نزلت هذه الديار في العصور الماضية وتضم الخربة مواقع أثرية. كل ما تبقى في الموقع هو حطام الحجارة المبعثرة في أنحاء أجمة من الشوك والأعشاب ونبات الصبّار. أما الأراضي المحيطة بالموقع فيُزرع جزء منها، بينما يُستعمل الباقي مرعى للمواشي. تدل الموجودات الأثرية التي عُثر عليها في قرية خبيزة ومحيطها على أن المنطقة كانت مأهولة بالسكان بلا انقطاع.

## احتلال القرية وتهجيرها عام 1948
جرى احتلال خبيزة يوم 12 أيار\مايو 1948 ضمن عملية قامت بها عصابات «الإتسل» الصهيونية، التي احتلت كذلك قرى إم الشوف صبارين والسنديانة وأم الشوف وبريكة. رغم الوعود التي قطعها سكان مستوطنة «جلعاد» المتخامة لخبيزة بحمايتهم وإبقائهم في بيوتهم إلا أنهم لم يتدخلوا في معركة تهجير القرية، التي كان قد سبقها معركة «مشمار هعيمق» التي انتصر فيها «الإتسل» على جيش الإنقاذ، الذي كان يبدو في أول المعركة أن جيش الإنقاذ سيهزم قوات «الهجناه» اليهودية التي كانت داخل الكيبوتس، إلا أنها انتهت بعد حوالي أسبوع بنجاح عصابات الهجناه بصد جيش الإنقاذ والمبادرة بهجوم على القرى الفلسطينية الموجودة في تلك المنطقة.

## المستعمرات الصهيونية على اراضي القرية
لا مستعمرات إسرائيلية على أراضي القرية. وأقرب مستعمرة إليها هي إيفن يتسحاق، التي أُسست في سنة 1945 على أراض كانت تابعة أصلاً لقرية البطيمات، التي تبعد نحو كيلومتر إلى الشرق من موقع القرية.

## وصلات خارجية
- موقع فلسطين في الذاكرة نسخة محفوظة 27 مارس 2019 على موقع واي باك مشين.
- قرية خبيزة المهجرة (حيفا، فلسطين)